# Diadegma semiclausum
Diadegma semiclausum ist eine Schlupfwespe aus der Unterfamilie der Campopleginae. Die Art wurde von dem finnischen Entomologen Wolther Edward Hellén (1890–1979) im Jahr 1949 erstbeschrieben.

## Merkmale
Die Schlupfwespen erreichen eine Körperlänge von 5–7 mm. Kopf, Thorax, Hinterleib und Fühler sind schwarz gefärbt. Der Ansatz der Flügel ist gelb. Die hervorstehenden Facettenaugen schimmern grünlich. Die Femora sind rotbraun gefärbt. Die Tibien sind überwiegend hellgelb. Die hinteren Tibien weisen am basalen und am apikalen Ende jeweils ein breites braunes Band auf. Die Vorderflügel besitzen ein bräunliches Pterostigma. Außerdem weist die Flügeladerung der Vorderflügel eine kleine innere Zelle auf. Die Weibchen besitzen einen kurzen Ovipositor (Legestachel), der leicht nach oben gebogen ist.

## Verbreitung
Diadegma semiclausum ist in der westlichen Paläarktis heimisch. Die Art ist in weiten Teilen Europas verbreitet. Sie fehlt offenbar auf der Iberischen Halbinsel und in Teilen Skandinaviens. Zur biologischen Schädlingsbekämpfung wurde die Schlupfwespen-Art in verschiedenen Ländern in Afrika, Asien, Australien und Ozeanien eingeführt. In Ostafrika hat sich die Art im Hochland von Kenia, Uganda und Tansania etabliert. Des Weiteren kommt die Art nun in Australien, in Neuseeland sowie im Hochland von Neuguinea vor. Es gab auch Versuche, die Art in Indien, Indonesien, Laos, Malaysia, Philippinen, Taiwan, Thailand, Vietnam und auf den Cookinseln (1974 auf Rarotonga) anzusiedeln. Es stellte sich heraus, dass die Schlupfwespen-Art Temperaturen zwischen 15 und 25 °C benötigt und sich deshalb in tropischen Breiten nur in Höhenlagen über 800 m etablieren kann.

## Lebensweise
Diadegma semiclausum ist, ebenso wie andere Vertreter der Gattung Diadegma, ein Parasitoid der Kohlschabe (Plutella xylostella). Die Raupen der Schmetterlingsart befallen Pflanzen der Gattung Brassica, zu welcher Blumenkohl, Brokkoli, Schwarzer Senf, Raps und weitere bedeutende Kulturpflanzen gehören. Es werden von Diadegma semiclausum in geringerem Umfang auch andere Schmetterlingsraupen wie die der Lauchmotte (Acrolepiopsis assectella) parasitiert. Die Raupen der Kohlschabe fressen an den Kohlblättern, die daraufhin einen bestimmten Geruch absondern. So finden die weiblichen Schlupfwespen mit Hilfe ihres scharfen Geruchssinns die Raupen. Es werden frisch geschlüpfte Jungraupen als Wirte bevorzugt. In die Raupen sticht die weibliche Schlupfwespe jeweils ein Ei. Wurde die Raupe schon zuvor mit einem Ei belegt, erkennt das die Schlupfwespe und legt kein weiteres Ei an der Raupe ab. Die Raupen entwickeln sich normal weiter. Vor der Verpuppung spinnt die Raupe ein Kokon aus Seidenfäden, in welchem sie sich verpuppt. Ist die Raupe jedoch parasitiert, so wird sie noch vor ihrer Verpuppung von der Schlupfwespenlarve von innen aufgefressen. Die Schlupfwespenlarve verpuppt sich in einem eigenen Kokon innerhalb des von der Raupe gesponnenen Kokons. Nach etwa 8–10 Tagen erscheint das Imago der Schlupfwespe. Temperaturabhängig ergibt sich ein Lebenszyklus von 16–36 Tagen. Diese Werte gelten für tropische Breiten, wo es keine ausgeprägten Jahreszeiten gibt. Diadegma semiclausum fällt in gewissem Maße selber zum Opfer von Hyperparasiten.  Eine weibliche Schlupfwespe kann bis zu 800 Eier während ihrer Lebenserwartung von maximal 25 Tagen ablegen. Findet die Schlupfwespe keinen Nektar oder vergleichbare Nahrung, sinkt die Lebenserwartung auf 3–4 Tage. Die Schlupfwespen können einen Parasitierungsgrad der Kohlschaben-Raupen von mehr als 90 Prozent erreichen. Da der Einsatz der meisten Pestizide einen negativen Effekt auf die Schlupfwespen-Population hat, wird empfohlen, bei Vorhandenseins der Schlupfwespen darauf zu verzichten.

## Taxonomie
In der Literatur finden sich folgende Synonyme:
- Angita cerophaga (Gravenhorst)
- Diadegma cerophagus (Gravenhorst)
- Angitia semiclausa (Hellén)
- Diadegma eucerophaga Horstmann
- Diadegma xylostellae